# Composition II en rouge, bleu et jaune
Composition II en rouge, bleu et jaune est une peinture de l'artiste néerlandais Piet Mondrian, réalisée en 1930. Elle est conservée à la Kunsthaus de Zurich, en Suisse.

## Description
Composition II en rouge, bleu et jaune est une peinture à l'huile sur toile. Composition abstraite, elle consiste en plusieurs rectangles séparés par des lignes noires horizontales et verticales. Les deux tiers du tableau, en haut à droite, sont occupés par un carré rouge. Le coin inférieur gauche contient un rectangle bleu, le coin inférieur droit un rectangle jaune. Les autres rectangles sont blancs. 
La technique utilisée est assez complexe : Piet Mondrian ébauchait l’œuvre au fusain, puis collait des morceaux de papier peint, ajoutait des bandes de ruban adhésif, de la peinture et encore un peu de fusain, puis il remplaçait tous les éléments par de la peinture.